# Segundo Luna
Segundo Nepomuceno Gómez, més conegut com a Segundo Luna   (Santiago del Estero, 20 d'abril de 1902 - valor desconegut), fou un futbolista argentí, que jugava com a davanter. Competí durant les dècades de 1920 i 1930.
A nivell de clubs jugà al Club Atlético Mitre (1925-1928), Newell's Old Boys (1929-1930) i Rosario Central (1931). El 1928 va ser seleccionat per disputar els Jocs Olímpics d'Amsterdam, on l'equip argentí guanyà la medalla de plata en la competició de futbol. També guanyà el Campionat Sud-americà de futbol de 1927. En total disputà dos partits amb la selecció argentina de futbol, en què marcà tres gols.